# Pista ciclabile della Riviera Ligure
Die Pista ciclabile della Riviera Ligure ist ein kombinierter Rad- und Fußgängerweg in der italienischen Provinz Imperia, der auf einer ehemaligen Bahntrasse verläuft. Im Endausbau soll die Pista ciclabile della Riviera Ligure von Ospedaletti bis nach Finale Ligure reichen. In regelmäßigen Abständen sind Notrufsäulen angebracht, es gibt eine Kilometrierung. Der Radweg ist beleuchtet.
Zurzeit ist der Abschnitt von Ospedaletti bis San Lorenzo al Mare endausgebaut, momentan wird noch ein kleiner Abschnitt bei San Lorenzo al Mare in Richtung Imperia endausgebaut. Der Ausbau des weiteren geplanten Abschnitts zwischen Imperia und Finale Ligure ist zeitlich in weiter Ferne, da in diesem Bereich die Bahntrasse noch von Zügen befahren wird.